# Comunità montana Valle Roveto
La Comunità montana Valle Roveto (zona G) era stata istituita con la legge regionale 22 aprile 1976, N. 15 della Regione Abruzzo, che ne ha anche approvato lo statuto.
È stata accorpata alla Comunità montana Montagna Marsicana con sede ad Avezzano dopo una riduzione delle comunità montane abruzzesi che sono passate da 19 ad 11 nel 2008. 
La Comunità montana Valle Roveto, la cui sede era situata nel comune di Civitella Roveto, comprendeva sette comuni della valle Roveto in provincia dell'Aquila:
- Balsorano
- Canistro
- Capistrello
- Civita d'Antino
- Civitella Roveto
- Morino
- San Vincenzo Valle Roveto